# Atteva cosmogona
Atteva cosmogona is een vlinder uit de familie Attevidae. De wetenschappelijke naam van de soort werd in 1931 gepubliceerd door Edward Meyrick.